# Anne D. Yoder
Anne Daphne Yoder (geboren am 9. August 1959 in Charlotte, North Carolina) ist eine US-amerikanische Primatologin, Evolutionsbiologin und Hochschullehrerin.

## Werdegang
Anne D. Yoder ist eine Tochter des Journalisten der Washington Post, Pulitzer-Preisträgers und Hochschullehrers Edwin Yoder. Sie graduierte 1981 an der University of North Carolina at Chapel Hill im Fach Zoologie zum Bachelor of Arts. Von 1983 bis 1985 arbeitete sie als Technikerin im National Museum of Natural History der Smithsonian Institution in Washington, D.C. und 1986 als Forschungskuratorin im American Museum of Natural History in New York City. 1992 promovierte sie an der Duke University zum Ph.D. in Biologie. Bis 1995 forschte sie als Postdoc im Programm für Umweltbiologie der Harvard University.
1996 bis 2001 war Yoder Assistant Professor an der Abteilung für Molekularbiologie der Northwestern University School of Medicine in Chicago, Illinois und Zoologin am Field Museum of Natural History. Von 2001 bis 2005 war sie Associate Professor für Ökologie und Evolutionsbiologie an der Yale University und Associate Curator für Säugetiere des Peabody Museum of Natural History. Seit 2005 ist Yoder Professorin an der biologischen Fakultät der Duke University. Seit 2017 ist sie dort Inhaberin der Braxton Craven-Professur für Evolutionsbiologie.
Yoder war von 2006 bis Juni 2018 Leiterin des Duke Lemur Center der Duke University in Raleigh, North Carolina, das unter ihrer Leitung zu einem der weltweit bedeutendsten Zentren der Lemurenforschung wurde. Sie betrieb die Gründung des Forschungs- und Artenschutzprojekts DLC-SAVA, das in der im äußersten Nordosten Madagaskars gelegenen SAVA-Region tätig ist.
Yoder konzentriert sich in ihrer Forschung auf die madagassische Lemurenfauna. 2013 veröffentlichte sie mit mehreren Kollegen die Erstbeschreibungen von Marohita-Mausmaki und Anosy-Mausmaki. 2016 war sie Koautorin der Erstbeschreibungen von Microcebus manitatra, Ganzhorns Mausmaki und Microcebus boraha.
2021 wurde Yoder in die American Academy of Arts and Sciences gewählt, 2023 in die National Academy of Sciences.

## Veröffentlichungen (Auswahl)
- Anne D. Yoder: Lemurs. In: Current Biology 2007, Band 17, Nr. 20, S. 866–868, doi:10.1016/j.cub.2007.07.050.
- Randall E. Junge, Meredith A. Barrett und Anne D. Yoder: Effects of Anthropogenic Disturbance on Indri (Indri indri) Health in Madagascar. In: American Journal of Primatology 2011, Band 73, Nr. 7, S. 632–642, doi:10.1002/ajp.20938.
- Anne D. Yoder: The lemur revolution starts now: the genomic coming of age of a non-model organism. In: Molecular Phylogenetics and Evolution 2013, Band 66, Nr. 2, S. 442–452, doi:10.1016/j.ympev.2012.08.024.
- Anne D. Yoder: Fossils Versus Clocks. In: Science 2013, Band 339, Nr. 6120, S. 656–658, doi:10.1126/science.1233999.
- Rodin M. Rasoloarison, David W. Weisrock, Anne D. Yoder, Daniel Rakotondravony und Peter M. Kappeler: Two New Species of Mouse Lemurs (Cheirogaleidae: Microcebus) from Eastern Madagascar. In:  International Journal of Primatology 2013, Band 34, Nr. 3, S. 455–469, doi:10.1007/s10764-013-9672-1.
- Meredith A. Barrett, Jason L. Brown, Randall E. Junge und Anne D. Yoder: Climate change, predictive modeling and lemur health: Assessing impacts of changing climate on health and conservation in Madagascar. In: Biological Conservation 2013, Band 157, S. 409–422, doi:10.1016/j.biocon.2012.09.003.
- Anne D. Yoder, David W. Weisrock, Rodin M. Rasoloarison, und Peter M. Kappeler: Cheirogaleid diversity and evolution: big questions about small primates. In: Shawn M. Lehman, Ute Radespiel und Elke Zimmermann (Hrsg.): The Dwarf and Mouse Lemurs of Madagascar. Biology, Behavior and Conservation Biogeography of the Cheirogaleidae. Cambridge University Press, Cambridge 2016, ISBN 978-1-107-07559-7, S. 3–20.
- Scott Hotaling, Mary E. Foley, Nicolette M. Lawrence, Jose Bocanegra, Marina B. Blanco, Rodin Rasoloarison, Peter M. Kappeler, Meredith A. Barrett, Anne D. Yoder, David W. Weisrock: Species discovery and validation in a cryptic radiation of endangered primates: coalescent-based species delimitation in Madagascar's mouse lemurs. In: Molecular Ecology 2016, Band 25, S. 2029–2045, doi:10.1111/mec.13604 (Erstbeschreibung dreier Mausmakis).
- Anne D. Yoder et al.: Geogenetic patterns in mouse lemurs (genus Microcebus) reveal the ghosts of Madagascar's forests past. In: Proceedings of the National Academy of Sciences 2016, Band 113, Nr. 29, S. 8049–8056, doi:10.1073/pnas.1601081113.
- Schyler O. Nunziata, Peter Wallenhorst, Meredith A. Barrett, Randall E. Junge, Anne D. Yoder, David W. Weisrock: Population and Conservation Genetics in an Endangered Lemur, Indri indri, Across Three Forest Reserves in Madagascar. In: International Journal of Primatology 2016, Band 37, Nr. 6, S. 688–702, doi:10.1007/s10764-016-9932-y.
- Anne D. Yoder, Jelmer W. Poelstra, George P. Tiley, Rachel C. Williams: Neutral theory is the foundation of conservation genetics. In: Molecular Biology and Evolution 2018, Band 35, Nr. 6, S. 1322–1326, doi:10.1093/molbev/msy076.
- Marina B. Blanco, Kathrin H. Dausmann, Sheena L. Faherty und Anne D. Yoder: Tropical heterothermy is “cool”: The expression of daily torpor and hibernation in primates. In: Evolutionary Anthropology 2018, Band 27, Nr. 4, S. 147–161, doi:10.1002/evan.21588.